# Laurentius Biörckegren
Laurentius Biörckegren, född 1661 i Dalhems församling, Kalmar län, död 17 juni 1730 i Nykils församling, Östergötlands län, var en svensk präst.

## Biografi
Laurentius Biörckegren föddes 1661 i Dalhems församling. Han var son till inspektorn Lars Joachim Biörkegren och Anna Börjesdotter. Biörckegren blev 1684 student vid Uppsala universitet och avlade filosofie kandidatexamen 1693. Han prästvigdes 21 augusti 1696 och blev 1694 konsistorienotarie i Linköping. År 1697 blev han kyrkoherde i Nykils församling. Han var predikant vid prästmötet 1701. Biörckegren avled 1730 i Nykils församling.

## Familj
Biörckegren gifte sig första gången 14 oktober 1694 med Christina Brunn (1668–1710-talet). Hon var dotter till tullinspektorn Johan Bruun i Västervik. De fick tillsammans barnen Anna Biörckegren (född 1695) som var gift med kyrkoherden Anders Berzelin i Rappestads församling, Maria Biörckegren (född 1697) som var gift med komministern N. Litzberg i Gammalkils församling och komministern A. Dahlstedt i Gammalkils församling, Christina Biörckegren (1699–1700), Christina Biörckegren (född 1700) som var gift med kyrkoherden Johannes Grevillius i Västerlösa församling, Joachim Biörckegren (1702–1705) och Erik Biörckegren (född 1704).
Biörckegren gifte sig andra gången på 1710-talet med Margareta Dyk (1684–1762) Hon var dotter till kontraktsprosten Andreas Petri Dyk och Margareta Dalin i Skänninge. Margareta Dyk var änka efter kyrkoherden Abraham Warling i Åsbo församling. Biörckegren och Dyk fick tillsammans sonen sekreteraren Lars Biörckegren (1719–1763) vid finska gränskommissionen.